# Lalaye
Lalaye es una localidad y  comuna francesa, situada en el  departamento de Bajo Rin, en la región de  Alsacia.

## Demografía
| 403 | 405 | 365 | 346 | 364 | 390 |
| Para los censos de 1962 a 1999 la población legal corresponde a la población sin duplicidades (Fuente: INSEE [Consultar]) |     |     |     |     |     |